# Tomodon
Tomodon är ett släkte av ormar som ingår i familjen snokar. Släktet tillhör underfamiljen Dipsadinae som ibland listas som familj.
Vuxna exemplar är med en längd mindre än 75 cm små ormar. De förekommer i Brasilien och Argentina. Individerna vistas främst i skogar Det är bara lite känt om arternas levnadssätt. Honor lägger inga ägg utan föder levande ungar.
Arter enligt Catalogue of Life och The Reptile Database:
- Tomodon dorsatus
- Tomodon ocellatus
- Tomodon orestes